# Multibanda
En telecomunicaciones, los términos multibanda, doble banda , tribanda , cuatribanda y pentabanda hacen referencia a un dispositivo (sobre todo un teléfono móvil) que soporta múltiples radio-bandas de frecuencia utilizadas en comunicaciones. En el caso de móviles, su propósito es el de apoyar la itinerancia entre los diferentes países / regiones cuya infraestructura no pueda soportar los servicios móviles en el mismo rango de frecuencias.

## Tribanda
Un teléfono tribanda, conocido también como trimodo, es un dispositivo que soporta las bandas GSM de 900/1800/1900 MHz (usualmente vendidos en Europa Asia y África), o las bandas de 850/1800/1900MHz (usadas en América). Varios países usan diferentes bandas de frecuencias para sus redes móviles, y un teléfono tribanda puede ser usado en cualquiera de estas. Un teléfono de cuatro bandas ofrece mayor cobertura.

## Radio multibanda
Bandas de frecuencia
- AM-OM:
  - Radio AM onda larga = de 148,5 a 283,5 kilohercios (LF)
  - Radio OM onda media = de 530 a 1710 kilohercios (MF)
- Onda corta = de 3 a 30 megahercios (HF) (SW en inglés short wave)
- LW Baja frecuencia (del inglés longwave)
- Radio FM Frecuencia modulada